# Lijst van Stolpersteine in Overbetuwe
De lijst van Stolpersteine in Overbetuwe geeft een overzicht van de gedenkstenen die in de gemeente Overbetuwe in de Nederlandse provincie Gelderland zijn geplaatst in het kader van het Stolpersteine-project van de Duitse beeldhouwer-kunstenaar Gunter Demnig.

## Stolpersteine
In de gemeente Overbetuwe liggen tien Stolpersteine in het dorp Elst. Omdat het Stolpersteine-project doorloopt, kan deze lijst onvolledig zijn.

### Elst
In Elst liggen tien Stolpersteine op vier adressen.
| Afbeelding | Inscriptie | Adres                      | Herdachte persoon                     |
| ---------- | --- | -------------------------- | ------------------------------------- |
|            | HIER WOONDE FELIX ABRAHAM BACHRACH GEB. 1891 GEÏNTERNEERD 29-10-1943 GEDEPORTEERD 1943 UIT WESTERBORK VERMOORD 19-11-1943 AUSCHWITZ    | Dorpsstraat 7 Kaart (OSM)  | Felix Abraham Bachrach (1891–1943)    |
|            | HIER WOONDE ISABELLA JOHANNA BACHRACH GEB. 1927 GEÏNTERNEERD 29-10-1943 GEDEPORTEERD 1943 UIT WESTERBORK VERMOORD 19-11-1944 AUSCHWITZ | Dorpsstraat 7 Kaart (OSM)  | Isabella Johanna Bachrach (1927–1943) |
|            | HIER WOONDE JACOB NICO BACHRACH GEB. 1925 GEÏNTERNEERD 29-10-1943 GEDEPORTEERD 1943 UIT WESTERBORK VERMOORD 19-11-1944 AUSCHWITZ       | Dorpsstraat 7 Kaart (OSM)  | Jacob Nico Bachrach (1925–1944)       |
|            | HIER WOONDE HELENA BACHRACH-COHEN GEB. 1897 GEÏNTERNEERD 10-4-1943 VUGHT GEDEPORTEERD UIT WESTERBORK VERMOORD 19-11-1943 AUSCHWITZ     | Dorpsstraat 7 Kaart (OSM)  | Helena Bachrach-Cohen (1897–1943)     |
|            | HIER WOONDE DAVID ABRAHAM DRIELSMA GEB. 1903 GEÏNTERNEERD 21-6-1943 VERMOORD 6-7-1943 MAUTHAUSEN                                       | Dorpsstraat 36 Kaart (OSM) | David Abraham Drielsma (1903–1943)    |
|            | HIER WOONDE ROOSJE GOSLININSKI-MANASSE GEB. 1922 GEÏNTERNEERD 22-1-1943 GEDEPORTEERD UIT WESTERBORK VERMOORD 28-2-1943 AUSCHWITZ       | Rijksweg-Noord 55 (OSM)    | Roosje Goslinski-Manassen (1922–1943) |
|            | HIER WOONDE RACHEL MANASSE-GOSSCHALK GEB. 1892 GEÏNTERNEERD 10-4-1943 VUGHT GEDEPORTEERD UIT WESTERBORK VERMOORD 14-5-1943 SOBIBOR     | Rijksweg-Noord 55 (OSM)    | Rachel Manassen-Gosschalk (1892–1943) |
|            | HIER WOONDE ESTELLA MANASSEN GEB. 1923 GEÏNTERNEERD 22-1-1943 GEDEPORTEERD UIT WESTERBORK VERMOORD 5-2-1943 AUSCHWITZ                  | Rijksweg-Noord 55 (OSM)    | Estella Manassen (1923–1943)          |
|            | HIER WOONDE EUGENIUS RUDOLPH MANASSEN GEB. 1883 GEÏNTERNEERD 10-4-1943 VUGHT GEDEPORTEERD UIT WESTERBORK VERMOORD 30-11-1943 DOROHUSK  | Rijksweg-Noord 55 (OSM)    | Eugenius Rudolph Manassen (1883–1943) |
|            | HIER WOONDE SALOMON MANASSEN GEB. 1884 GEÏNTERNEERD 10-4-1943 GEDEPORTEERD UIT WESTERBORK VERMOORD 30-11-1943 DOROHUSK                 | Rijksweg-Noord 25 (OSM)    | Salomon Manassen (1884–1943)          |

## Data van plaatsingen
- 28 april 2022: Elst, tien struikelstenen aan Dorpsstraat 7 en 36, Rijksweg-Noord 25 en 55